# ميخائيل براون (مؤرخ)
ميخائيل براون (بالإنجليزية: Michael Brown)‏ هو مؤرخ بريطاني، ولد في 1965.